# Closterocerus formosus
Closterocerus formosus är en stekelart som beskrevs av John Obadiah Westwood 1833. Closterocerus formosus ingår i släktet Closterocerus och familjen finglanssteklar. Arten är reproducerande i Sverige. Inga underarter finns listade i Catalogue of Life.